# Brčko-Distrikt
| Brčko Distrikt Брчко Дистрикт   |                                                                            |
| Brčko-Distrikt                  |                                                                            |
|                                 |                                                                            |
| Flagge                          | Wappen                                                                     |
| Karte                           |                                                                            |
| Lage in Bosnien und Herzegowina |                                                                            |
| Status                          | Selbstverwaltetes Gebiet (de facto); Kondominium der FBiH und RS (de jure) |
| Hauptstadt                      | Brčko                                                                      |
| Amtssprachen                    | Bosnisch, Kroatisch, Serbisch                                              |
| Gründung                        | 8. März 2000                                                               |
| Fläche                          | 493 km²                                                                    |
| Einwohner                       | 83.516                                                                     |
| Bevölkerungsdichte              | 169,4/km²                                                                  |
| ISO-3166-2-Code                 | BA-BRC                                                                     |

Karte

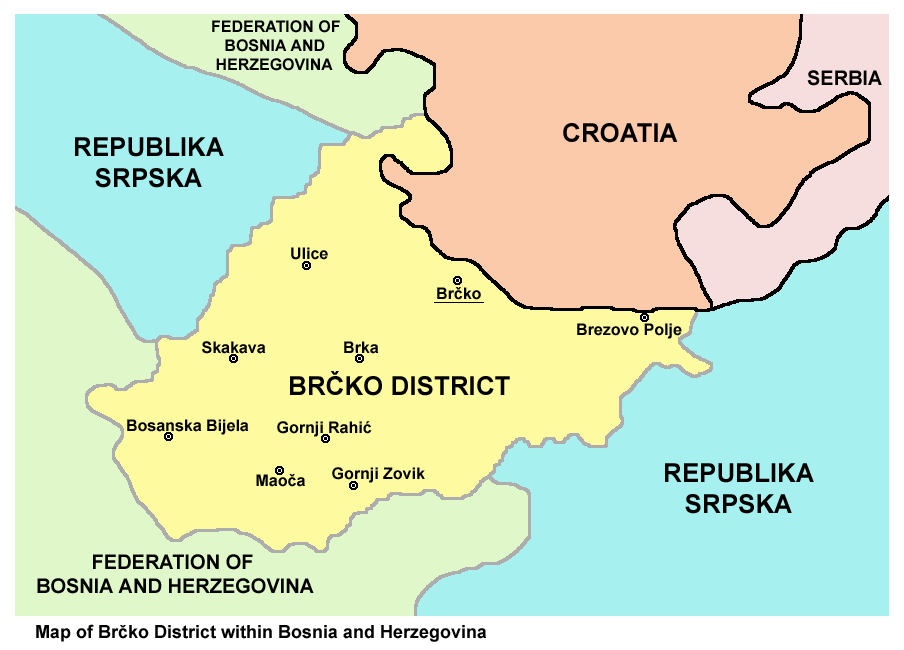
Karte des Brčko-Distriktes

Dayton-Grenzen vor der Bildung des Bezirks Brčko

Der Brčko-Distrikt  [ˈbr̩tʃkɔː] (serbokroatisch-kyrillisch Брчко Дистрикт) ist ein de facto selbstverwaltetes Gebiet im Nordosten von Bosnien und Herzegowina. Das Gebiet hat eine Fläche von 493 km² und etwa 83.000 Einwohner.
Als Sonderverwaltungsgebiet wird es offiziell in einem Kondominium von den beiden Entitäten des Landes, der Föderation Bosnien und Herzegowina und der Republika Srpska, verwaltet. Tatsächlich untersteht es – weitgehend in lokaler Selbstverwaltung – direkt dem Gesamtstaat. Verwaltungssitz ist die Stadt Brčko an der Save.
Laut Volkszählung von 2013 leben 83.516 Einwohner im Brčko-Distrikt. Davon bezeichneten sich 35.381 als Bosniaken (42,36 %), 28.884 als Serben (34,58 %) und 17.252 als Kroaten (20,66 %); 622 Einwohner machten keine Angabe, 1.377 fühlten sich anderen Ethnizitäten zugehörig.

## Geschichte
Das Gebiet bildete vor dem Bosnienkrieg die Gemeinde Brčko. Diese hatte 1991 87.332 Einwohner, von denen sich 44 % als Muslime (im Sinne der Nationalität), 25 % als Kroaten und 21 % als Serben betrachteten. 10 % nannten sich „andere“, darunter waren auch Roma.
Wirtschaftlich war die Gemeinde vor allem aufgrund ihrer verkehrsgünstigen Lage stark entwickelt. 34 Firmen einschließlich der bedeutenden Hafenwirtschaft boten gute Einkommensmöglichkeiten.
Während des Krieges in den 1990er Jahren bildeten Teile des Gebietes einen schmalen Korridor unter serbischer Kontrolle, der für den Westen der Republika Srpska sowie das Gebiet der Republika Srpska Krajina die einzige Verbindung mit den serbisch kontrollierten Gebieten im Osten darstellte. Andere Teile des stark umkämpften Gebietes waren unter bosniakischer und kroatischer Kontrolle.
Im April und Mai 1992 hatten Einheiten der Jugoslawischen Volksarmee und serbische Paramilitärs die kroatische und bosniakische Bevölkerung aus der Stadt Brčko vertrieben. Bei Kriegsverbrechen kamen viele Menschen ums Leben. Dabei spielte Goran Jelisić, der sich selbst „der serbische Adolf“ nannte und zu 40 Jahren Gefängnis verurteilt wurde, eine führende Rolle. Im Lauf des Krieges kamen etwa 26.000 serbische Vertriebene und Flüchtlinge in die Region. Bosniaken und Kroaten bildeten eigene Gemeinden (Brka und Ravno Brčko).
Bei den Verhandlungen um den Vertrag von Dayton 1995 gab es keine Einigung über die territoriale Zugehörigkeit der Stadt und Region. Für die serbische Seite war und ist der Verbindungskorridor zwischen den beiden sonst getrennten Teilen der Republika Srpska notwendig. Die bosniakische Seite berief sich darauf, dass die Stadt vor dem Krieg überwiegend von Bosniaken bewohnt war. Dazu ist der Binnenhafen mit Fernstraßen- und Eisenbahnanschluss für die Föderation der einzige Zugang zum Donauraum.
Das Gebiet wurde zunächst von der Internationalen Gemeinschaft verwaltet. Der Distrikt Brčko wurde offiziell am 8. März 2000 eingerichtet, nachdem klar geworden war, dass sich die beiden Entitäten nicht auf eine Zuordnung des Gebietes zu einer der Seiten einigen konnten. Die Regierung setzt sich zu gleichen Teilen aus den drei Volksgruppen zusammen. Neben einer eigenen Verwaltung bekam die Region eine eigene Post, Steuergesetzgebung und Polizei.
Bis August 2012 wurden die lokal gewählten Amtsträger von einem internationalen Supervisor unterstützt. Der Supervisor war mit weitreichenden Befugnissen ausgestattet, einschließlich der Befugnis, verbindliche Entscheidungen zu verkünden. Er wurde damit beauftragt, die Rückkehr der Flüchtlinge zu erleichtern, eine demokratische und multiethnische Regierung zu fördern und die Wirtschaft wiederzubeleben. Die OSZE und die EUFOR behielten ihre Präsenz im Distrikt auch nach der Aussetzung der Aufsicht bei und die Delegation der Europäischen Union richtete ein Büro in Brčko ein. Das Mandat des Hohen Vertreters blieb unverändert.

## Bevölkerung
| Ethnische Gruppe    | Volkszählung 1961 | Volkszählung 1971 | Volkszählung 1981 | Volkszählung 1991 | Volkszählung 2013 |
| ------------------- | ----------------- | ----------------- | ----------------- | ----------------- | ----------------- |
| Bosniaken/Muslime   | 16.484            | 30.181            | 32.434            | 38.617            | 35.381            |
| Serben              | 17.897            | 17.709            | 16.707            | 18.128            | 28.884            |
| Kroaten             | 21.994            | 24.925            | 23.975            | 22.252            | 17.252            |
| Jugoslawen          | 5.904             | 1.086             | 8.342             | 5.731             | –                 |
| Andere/Keine Angabe | 673               | 870               | 1.310             | 2.899             | 1.999             |
| Gesamt              | 62.952            | 74.771            | 82.768            | 87.627            | 83.516            |

Volkszählung von 1961

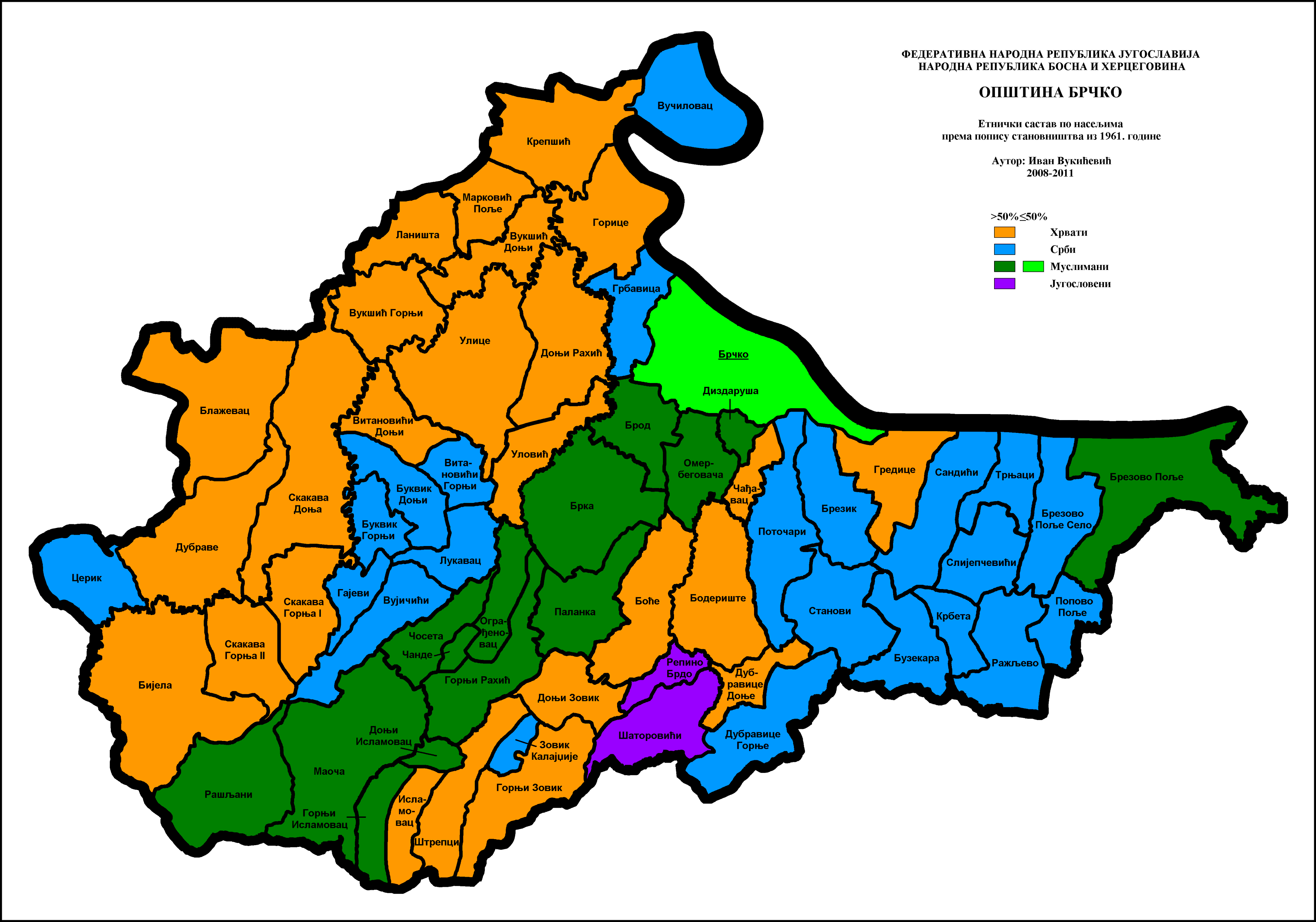
Ethnische Struktur von Brčko nach Siedlungen 1961
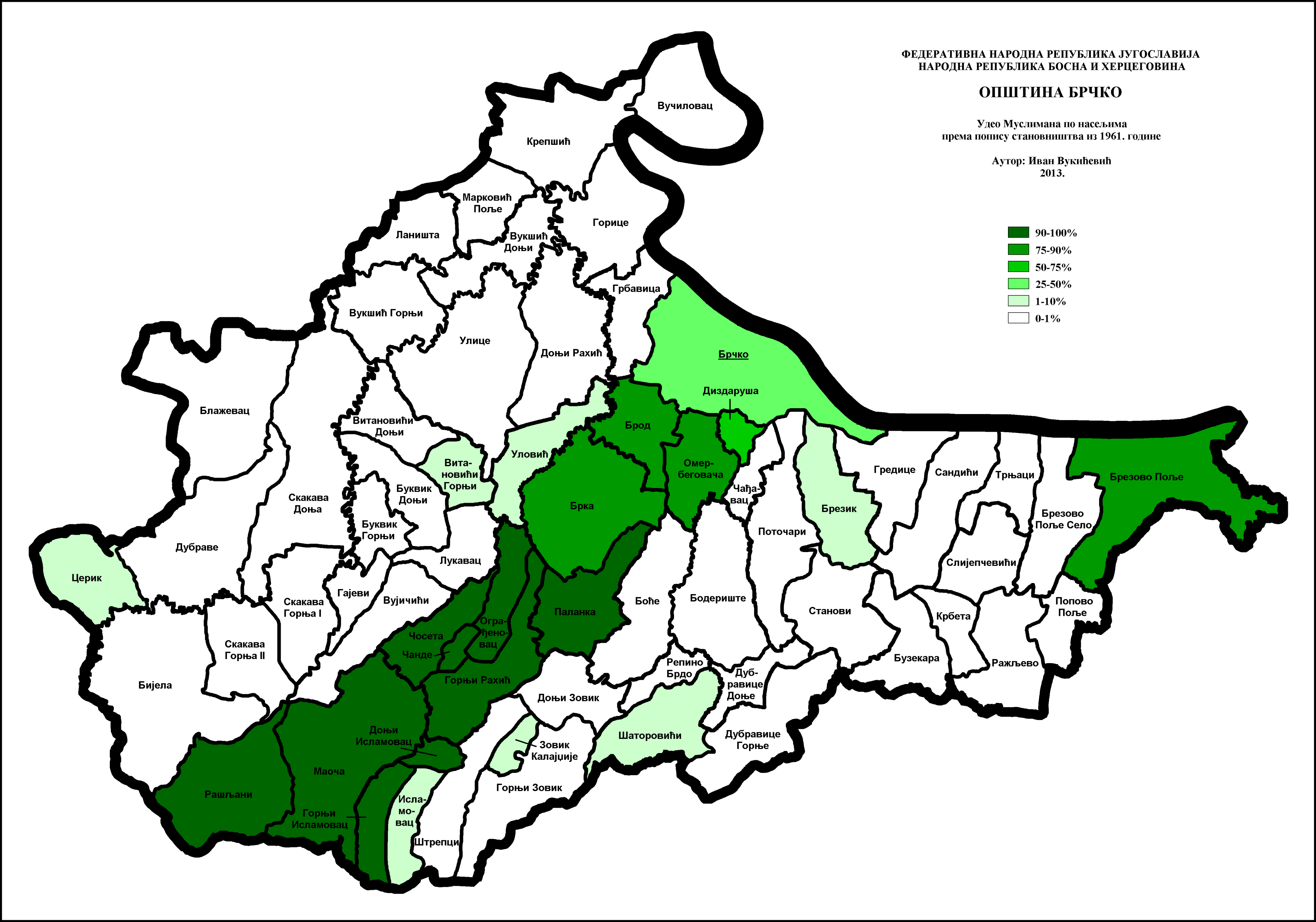
Anteil der Bosniaken in Brčko nach Siedlungen 1961
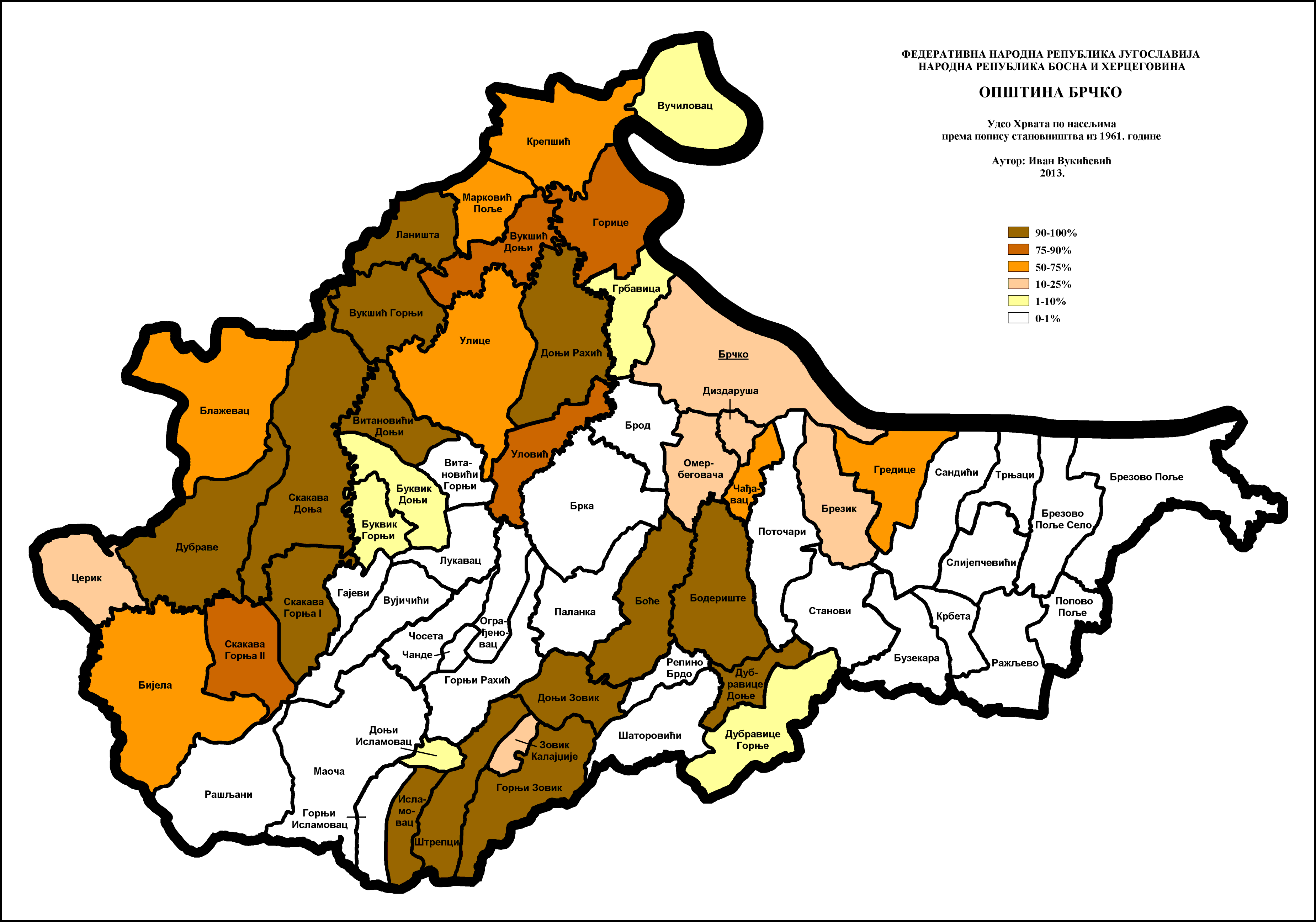
Anteil der Kroaten in Brčko nach Siedlungen 1961
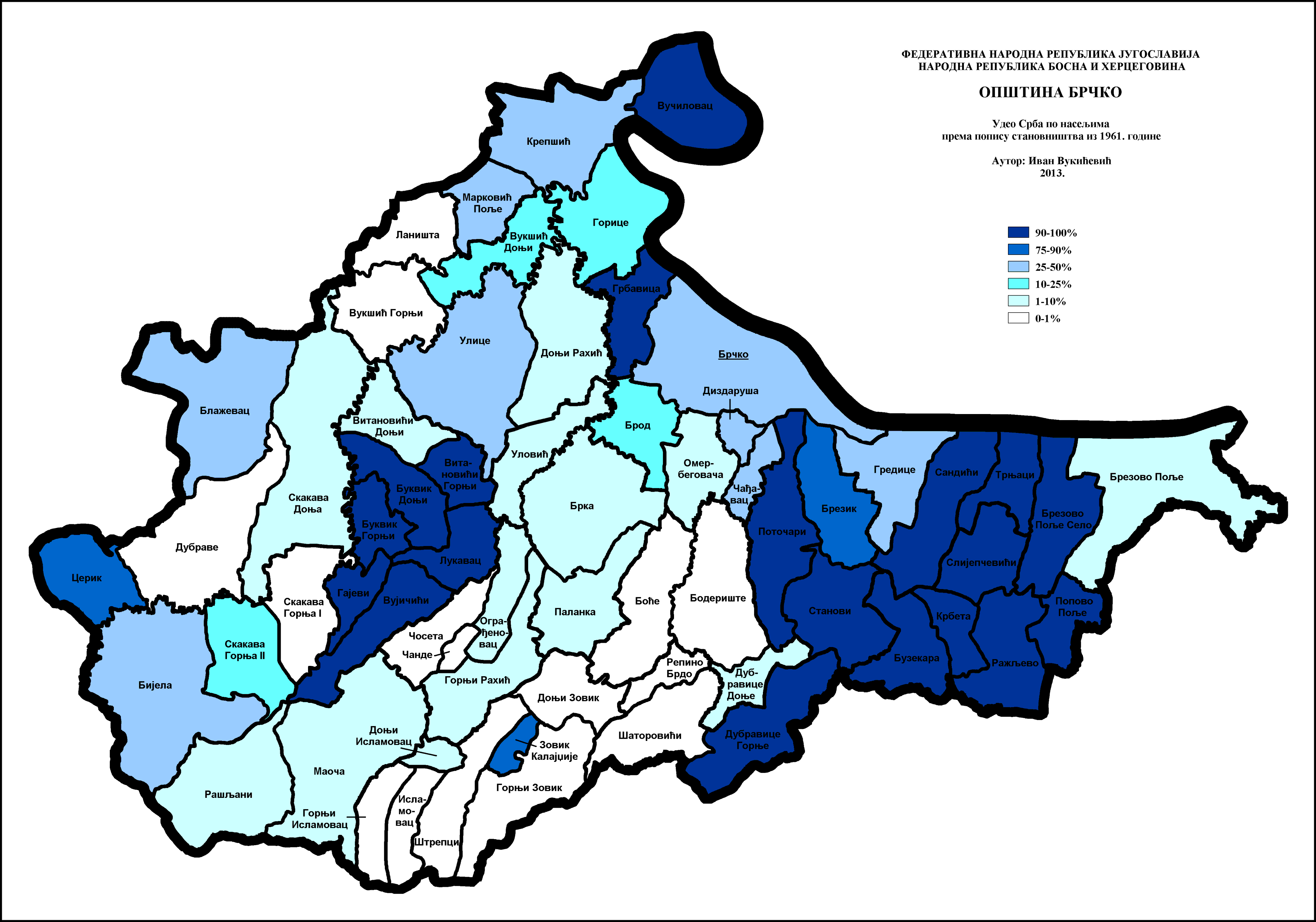
Anteil der Serben in Brčko nach Siedlungen 1961

Volkszählung von 1971

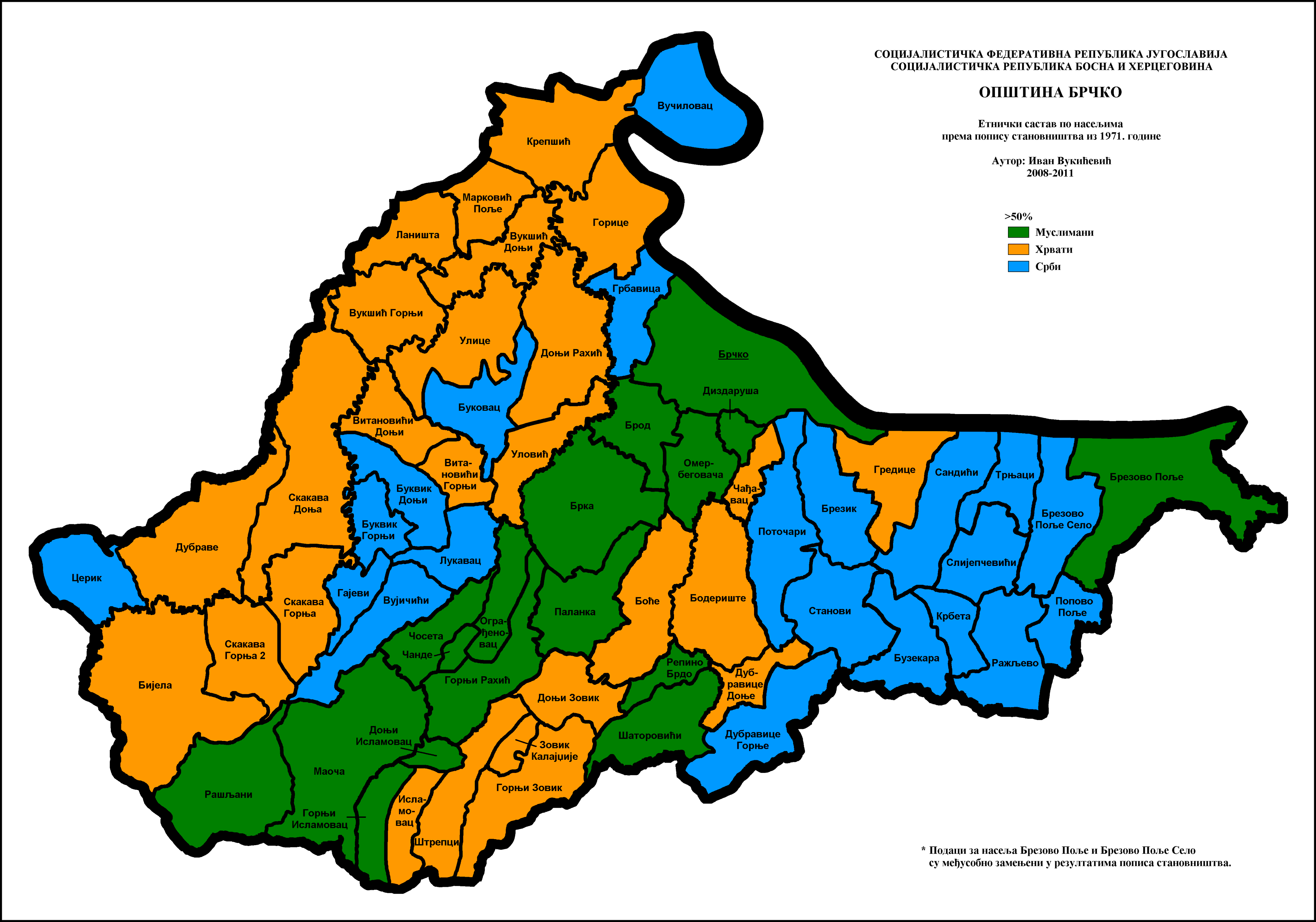
Ethnische Struktur von Brčko nach Siedlungen 1971
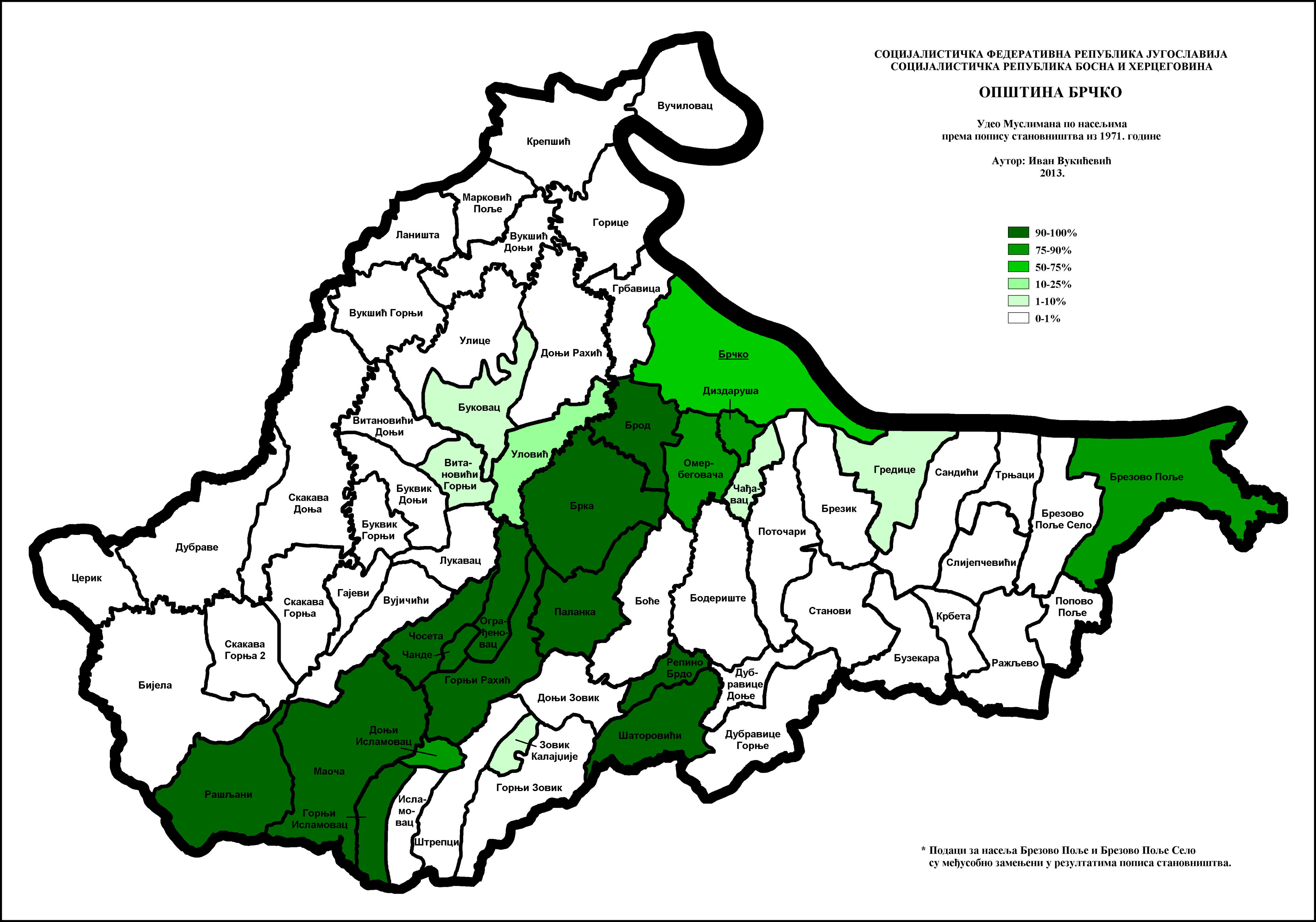
Anteil der Bosniaken in Brčko nach Siedlungen 1971
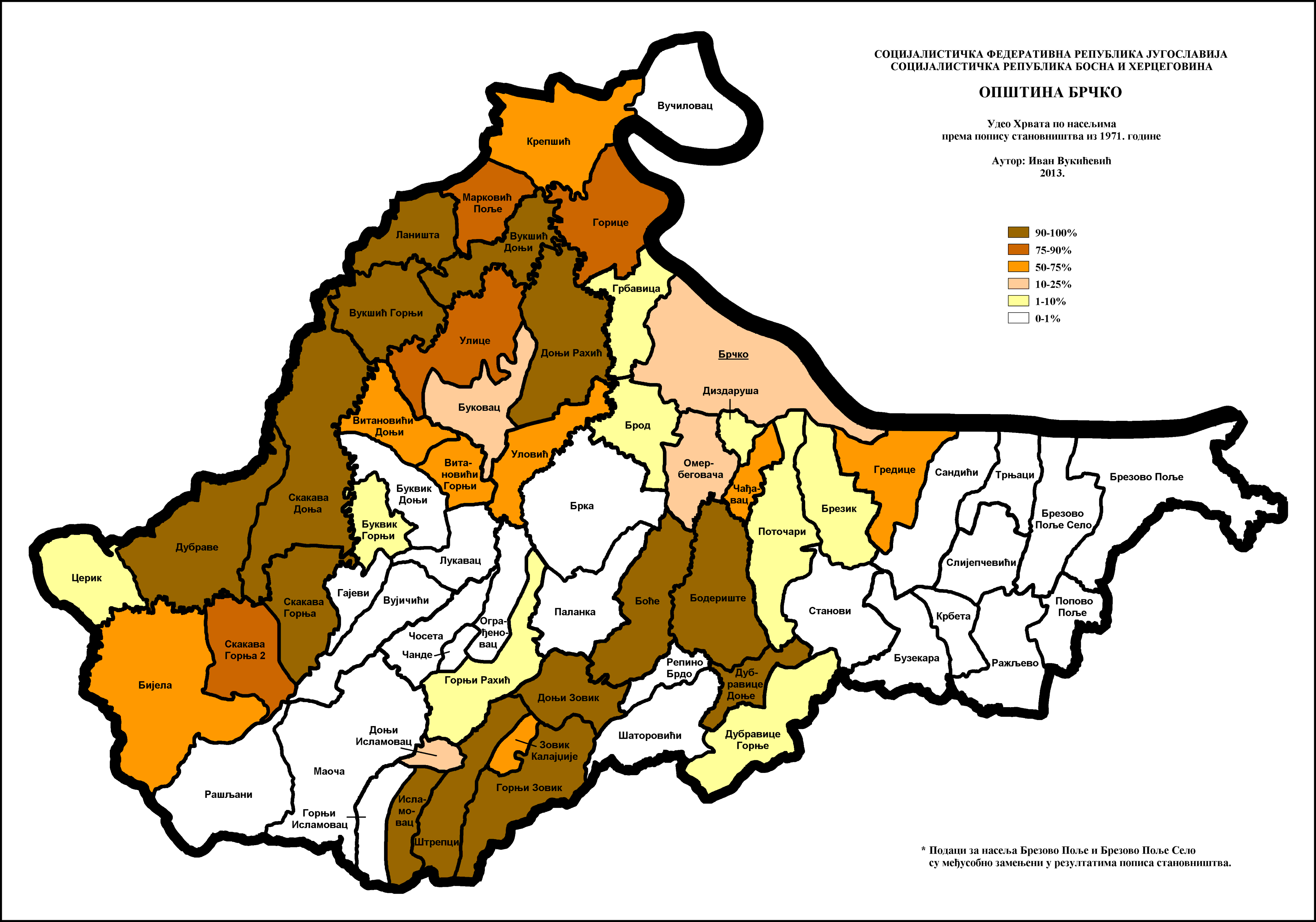
Anteil der Kroaten in Brčko nach Siedlungen 1971
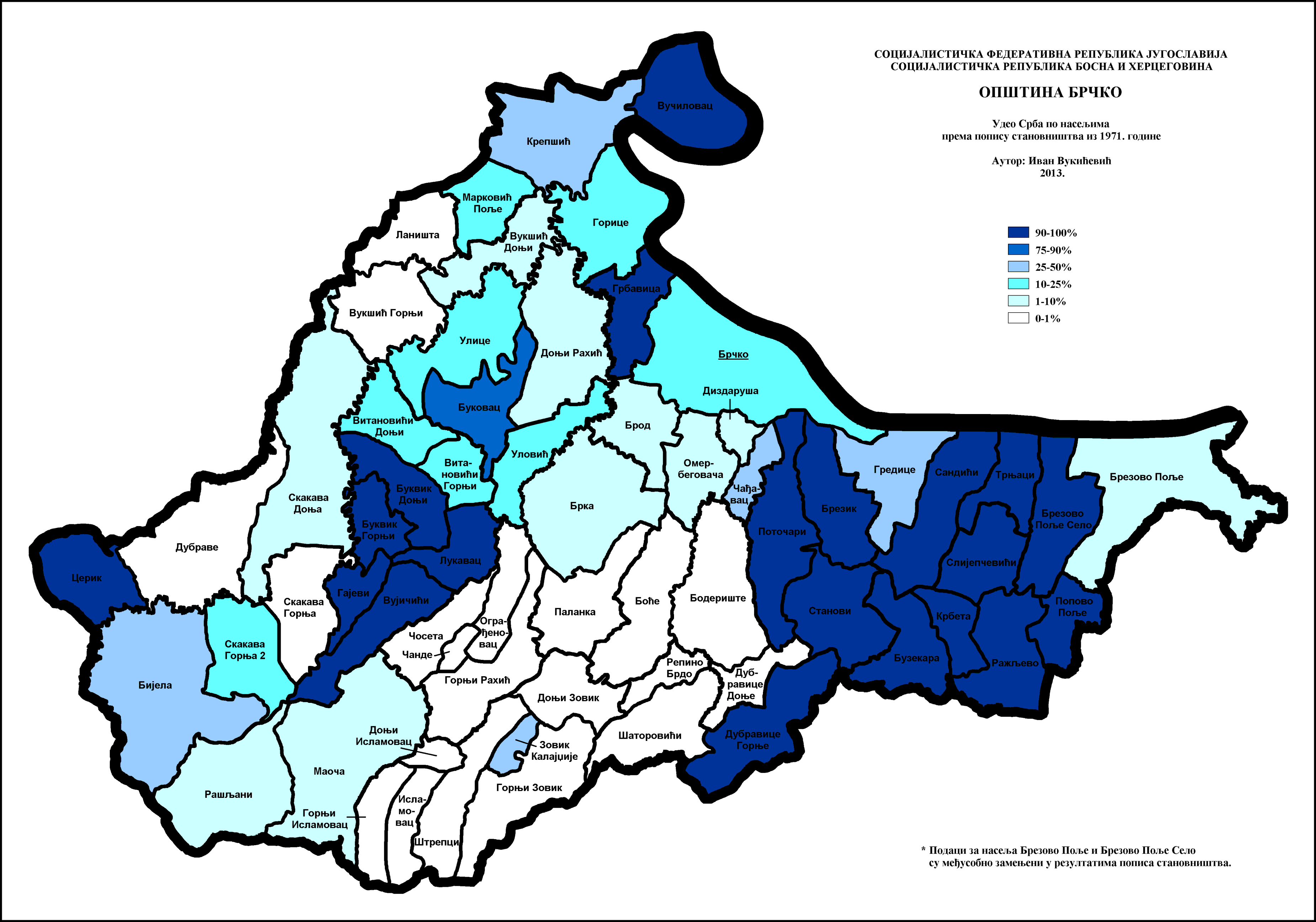
Anteil der Serben in Brčko nach Siedlungen 1971

Volkszählung von 1981

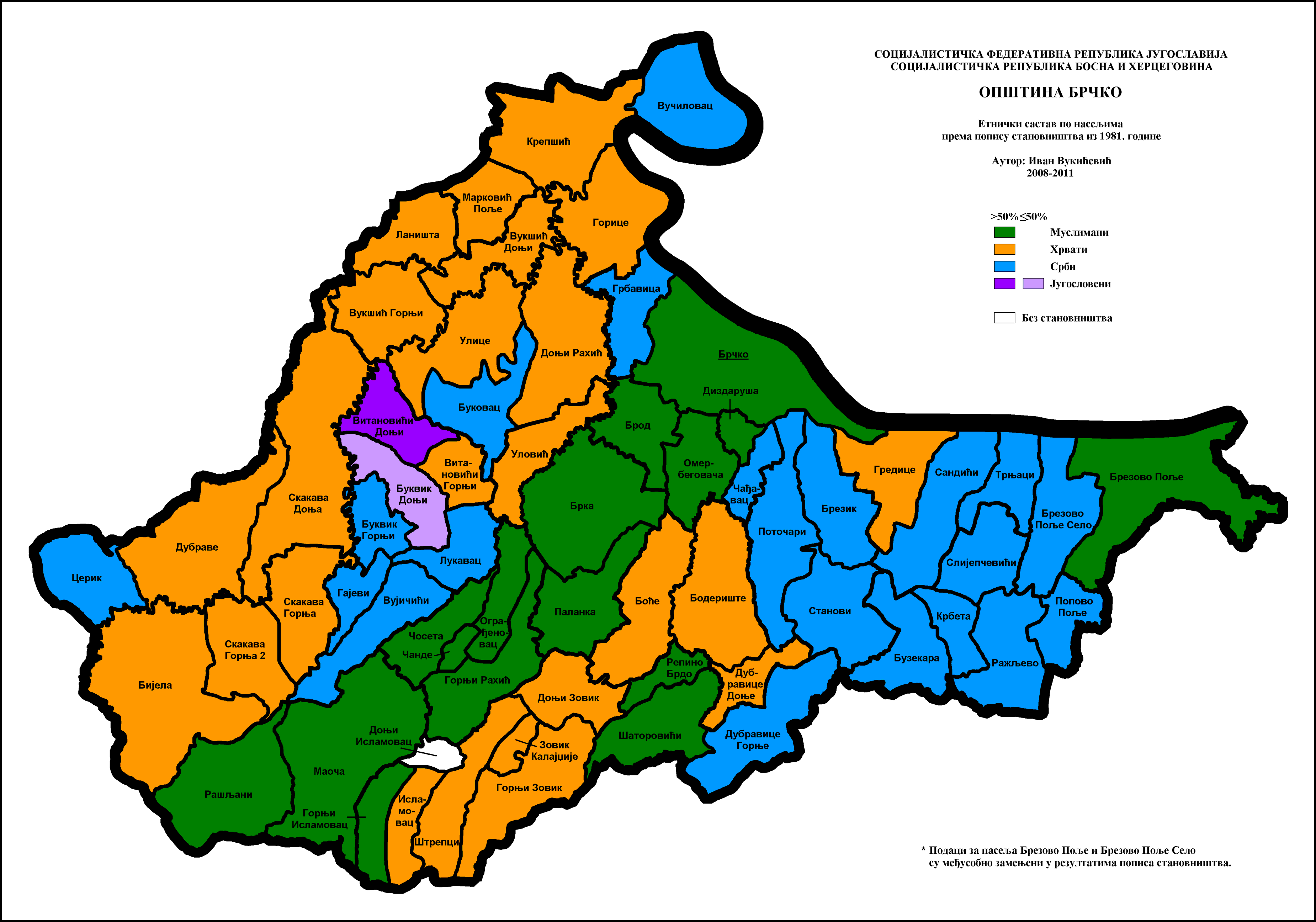
Ethnische Struktur von Brčko nach Siedlungen 1981
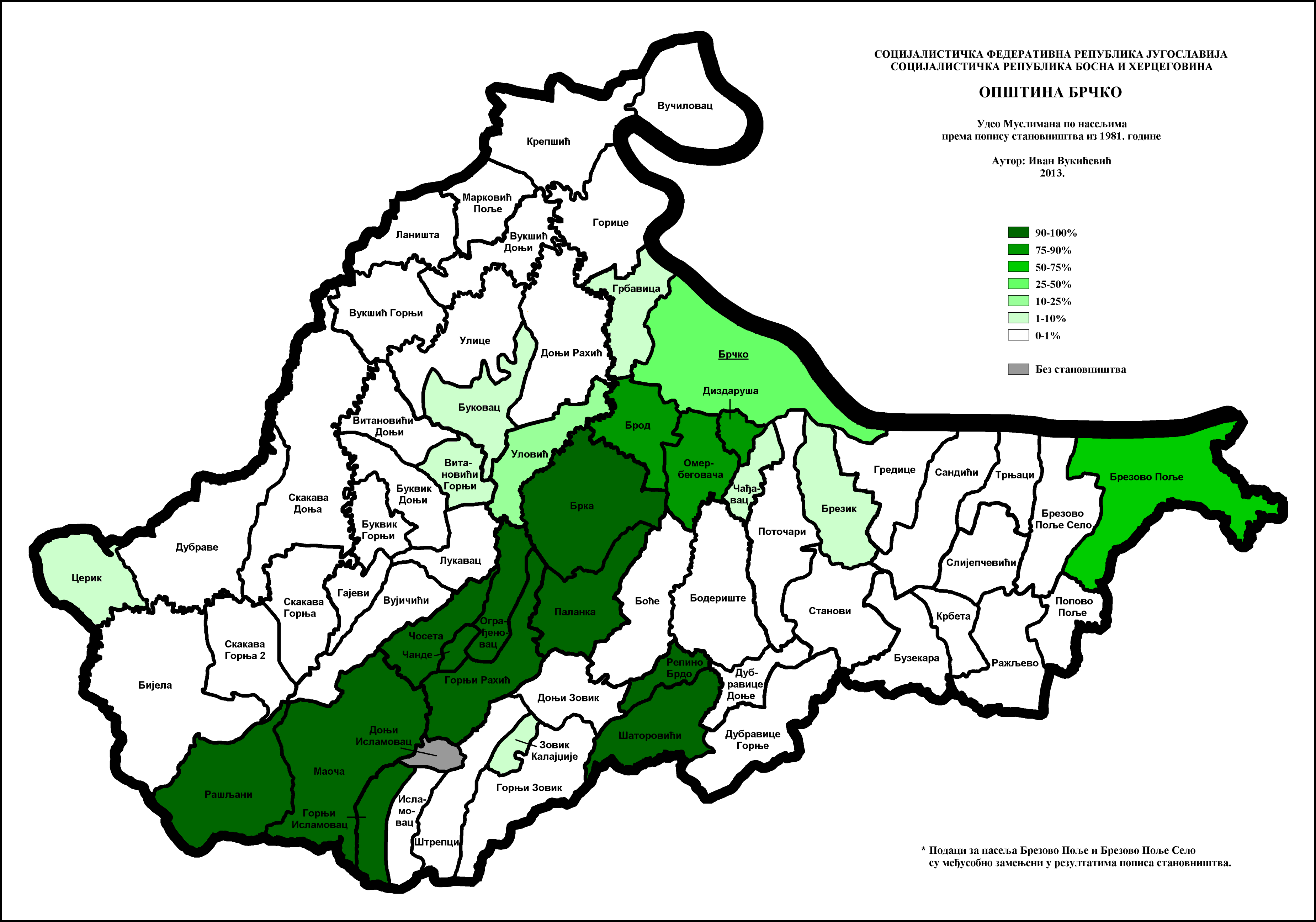
Anteil der Bosniaken in Brčko nach Siedlungen 1981
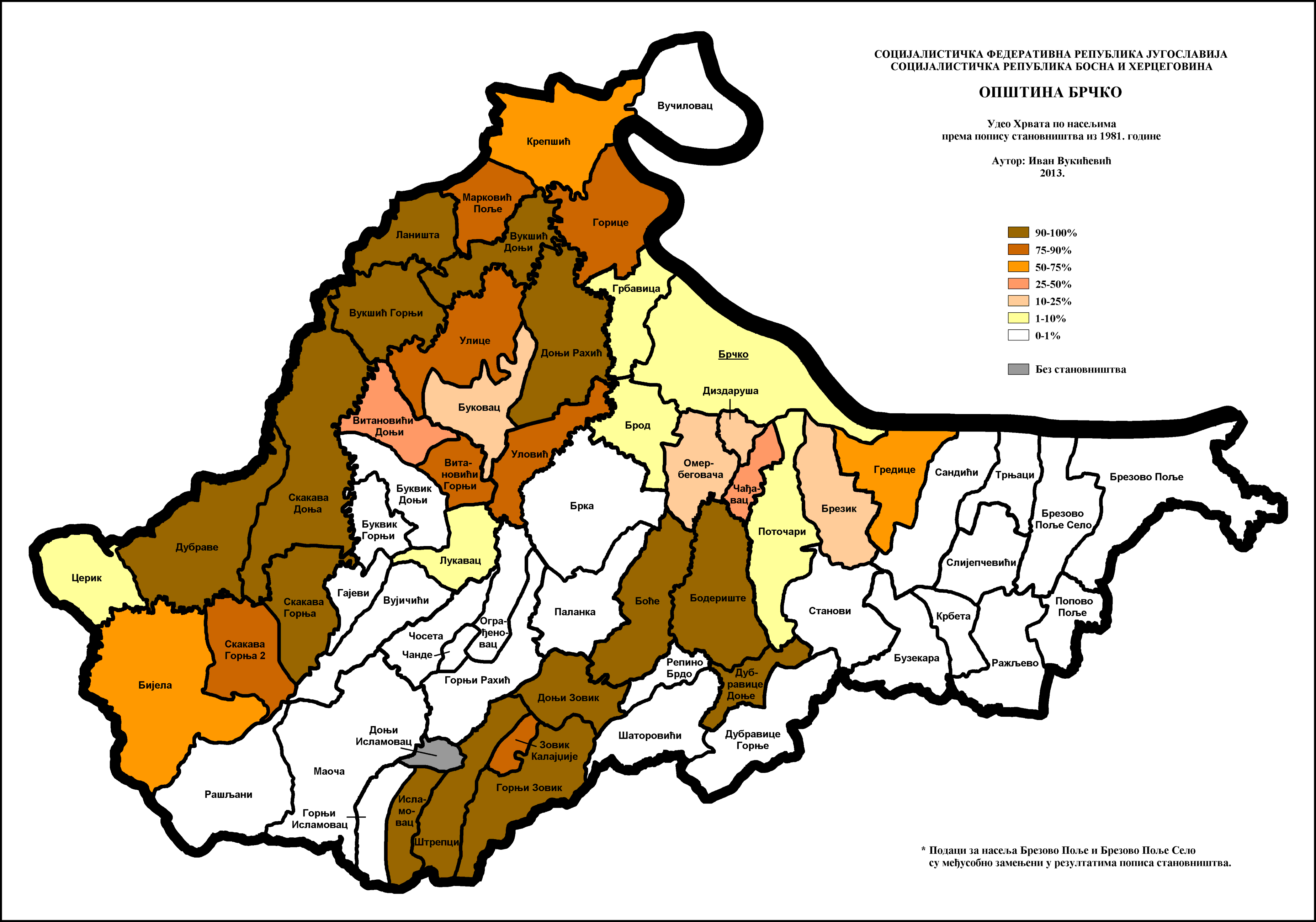
Anteil der Kroaten in Brčko nach Siedlungen 1981
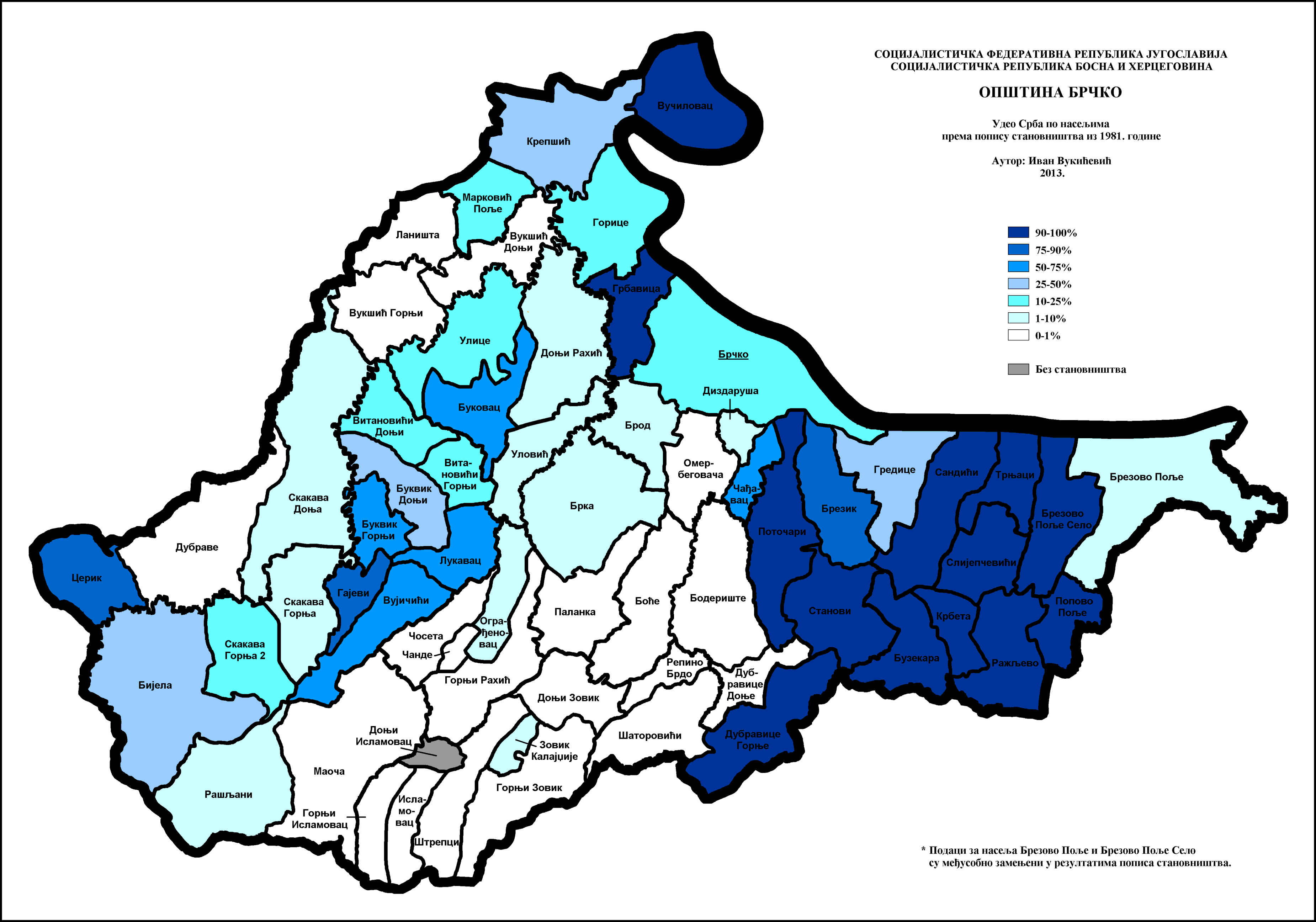
Anteil der Serben in Brčko nach Siedlungen 1981

Volkszählung von 1991

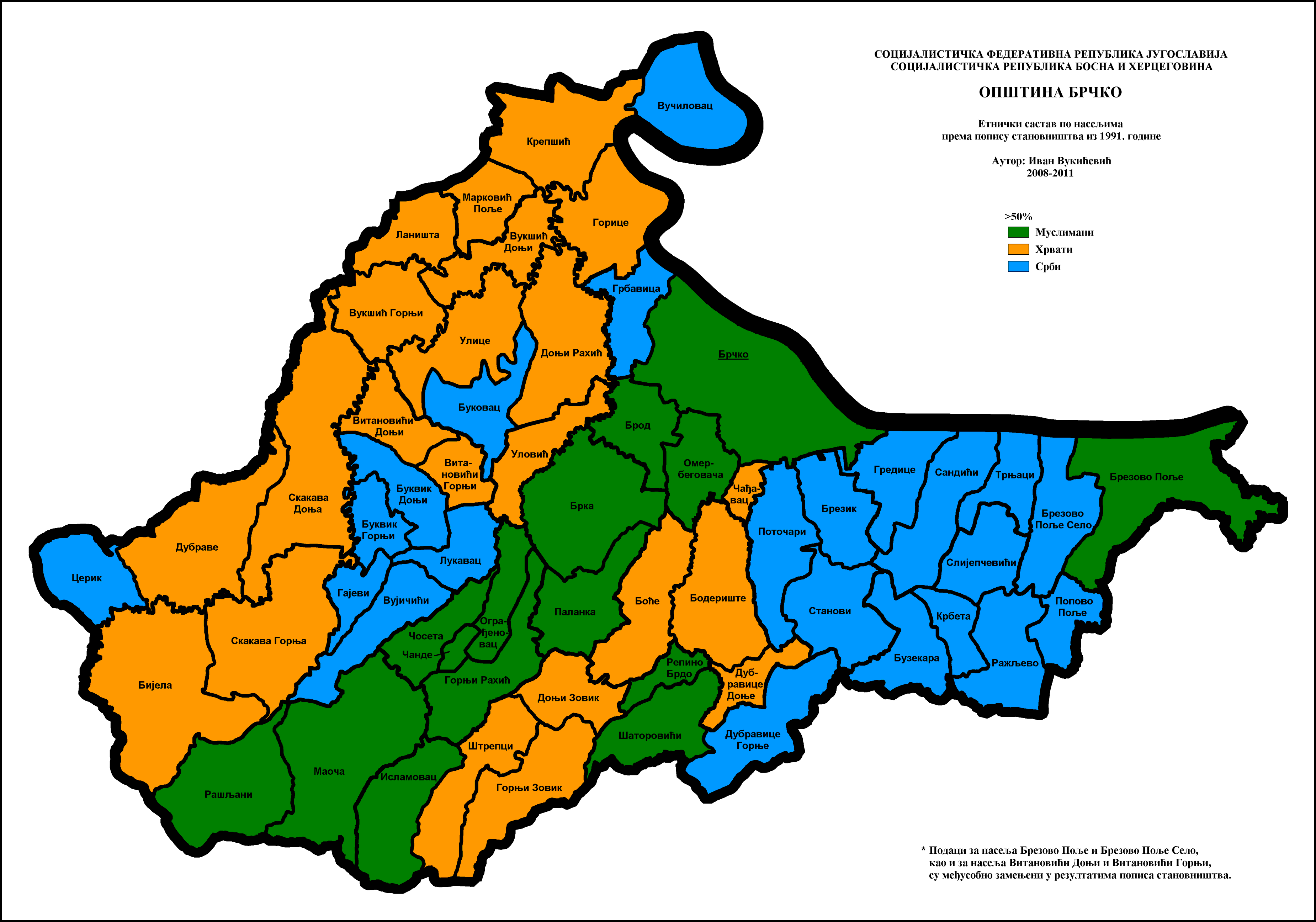
Ethnische Struktur von Brčko nach Siedlungen 1991
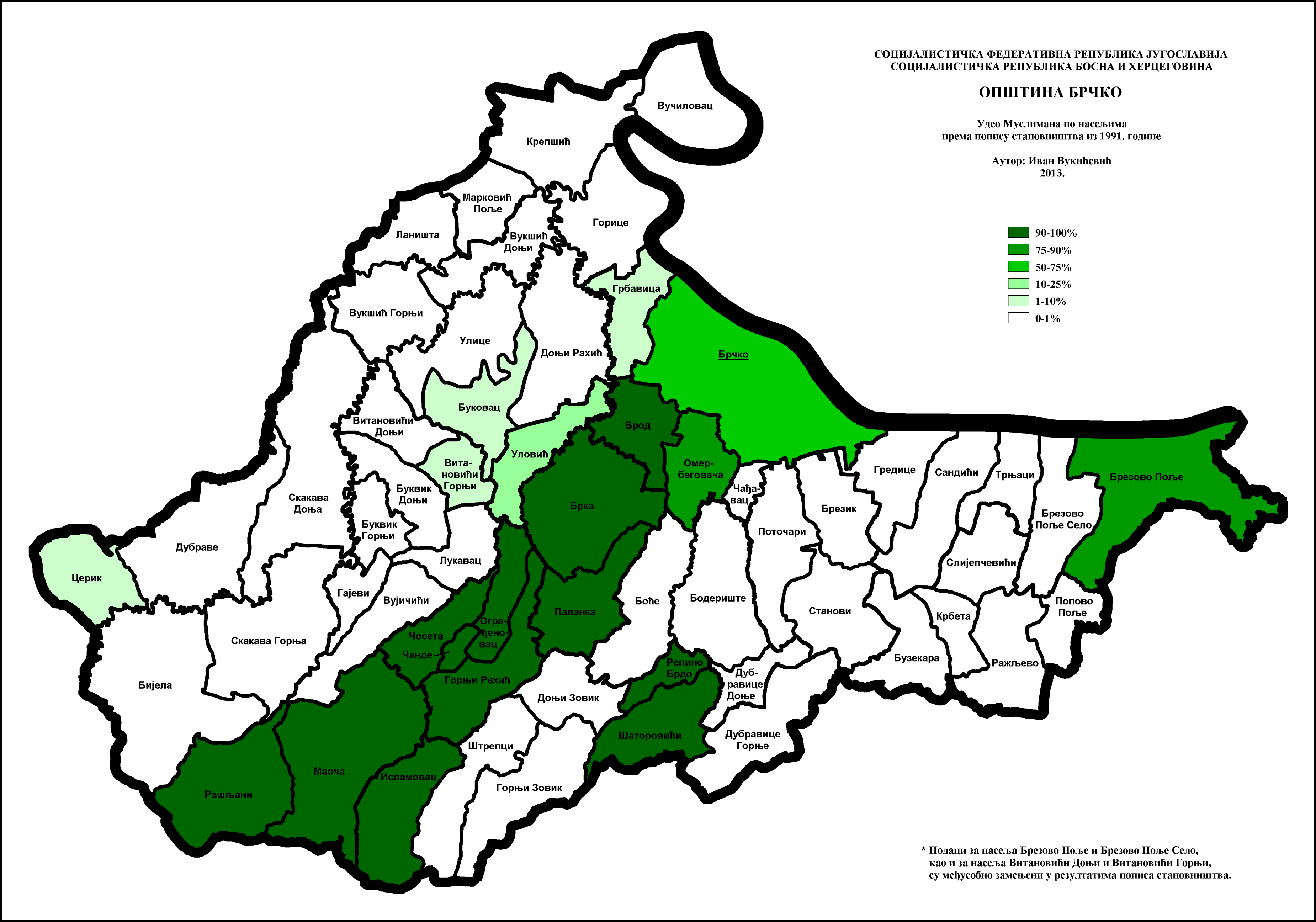
Anteil der Bosniaken in Brčko nach Siedlungen 1991
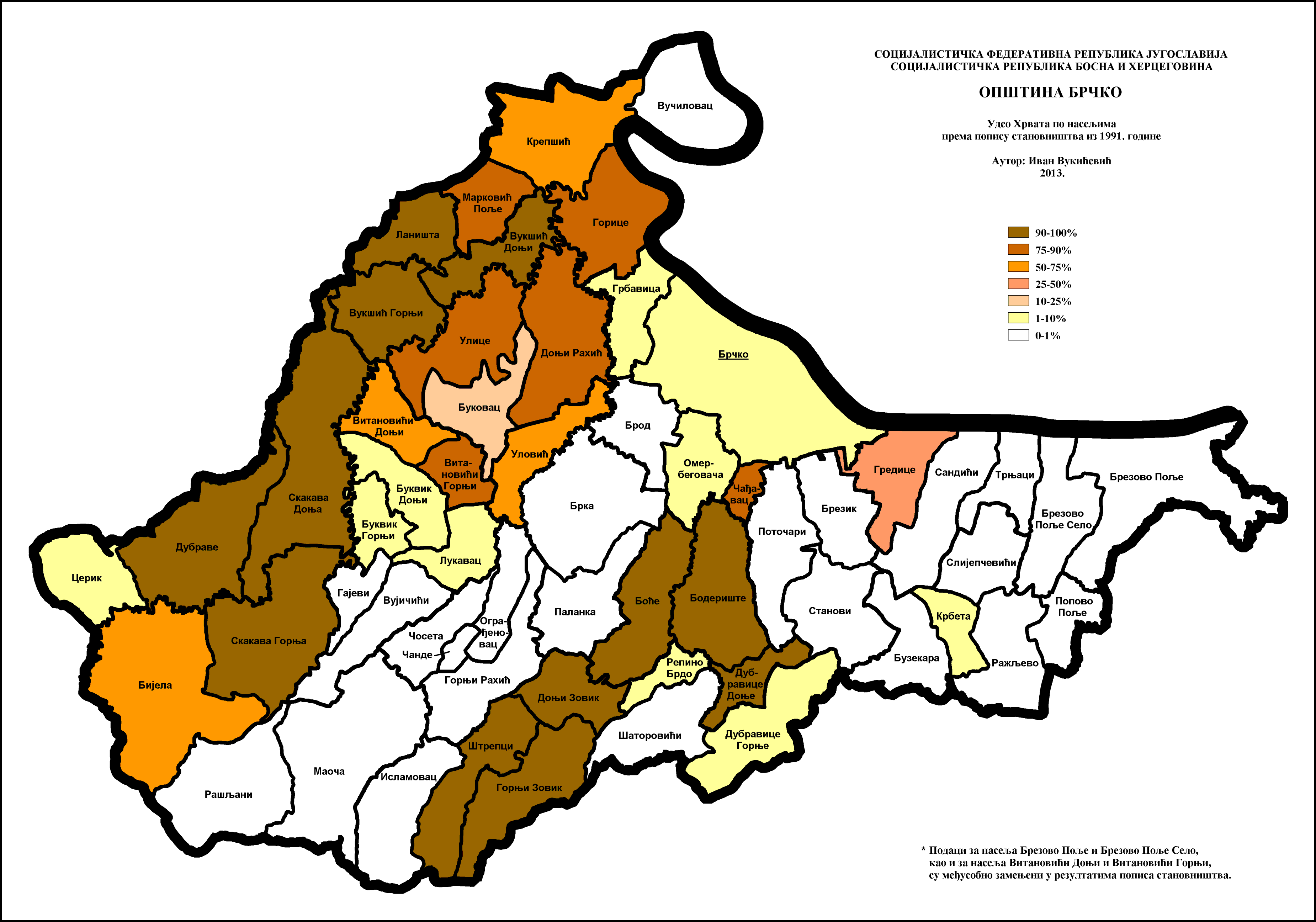
Anteil der Kroaten in Brčko nach Siedlungen 1991
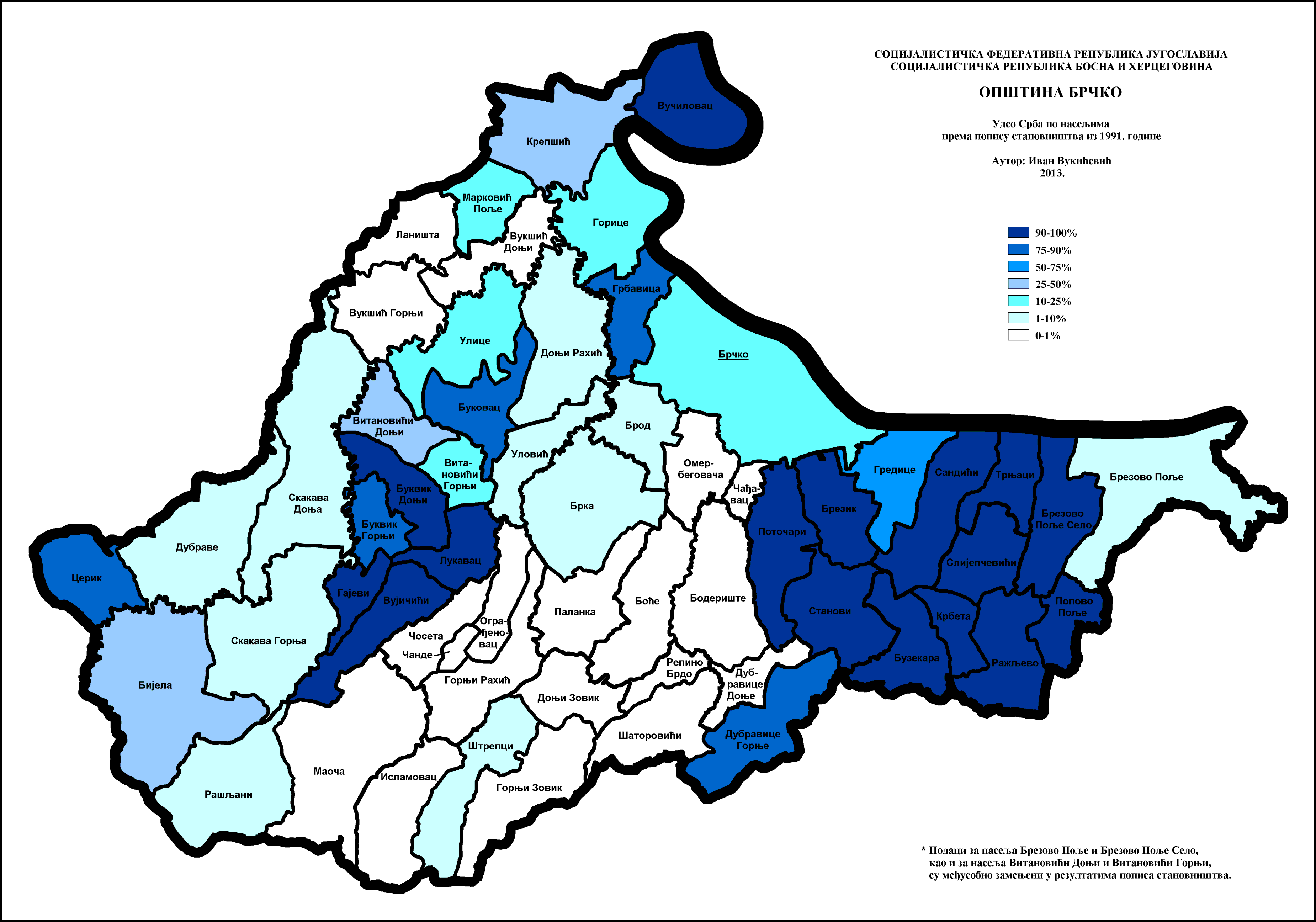
Anteil der Serben in Brčko nach Siedlungen 1991

Volkszählung 2013

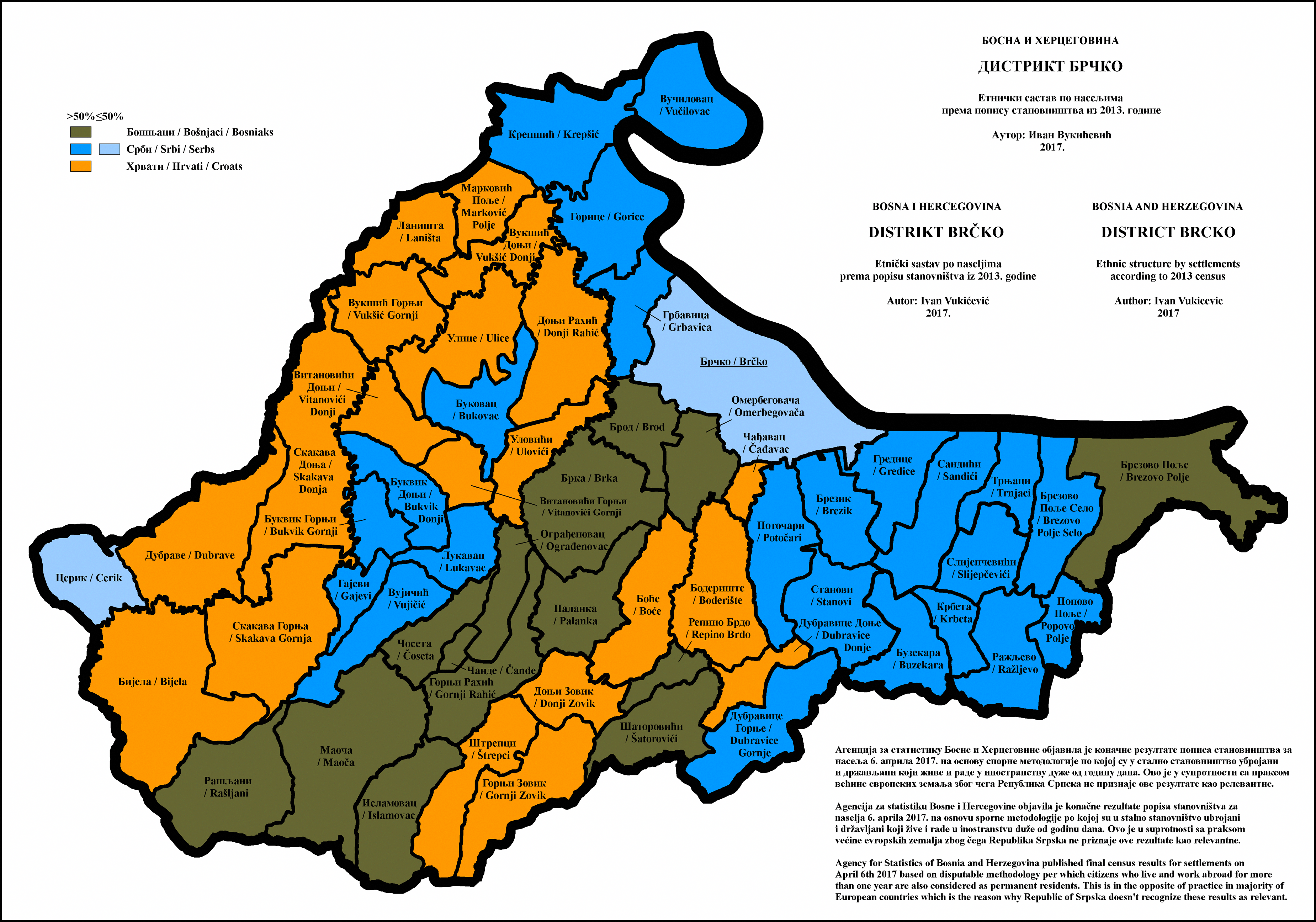
Ethnische Struktur von Brčko nach Siedlungen 2013
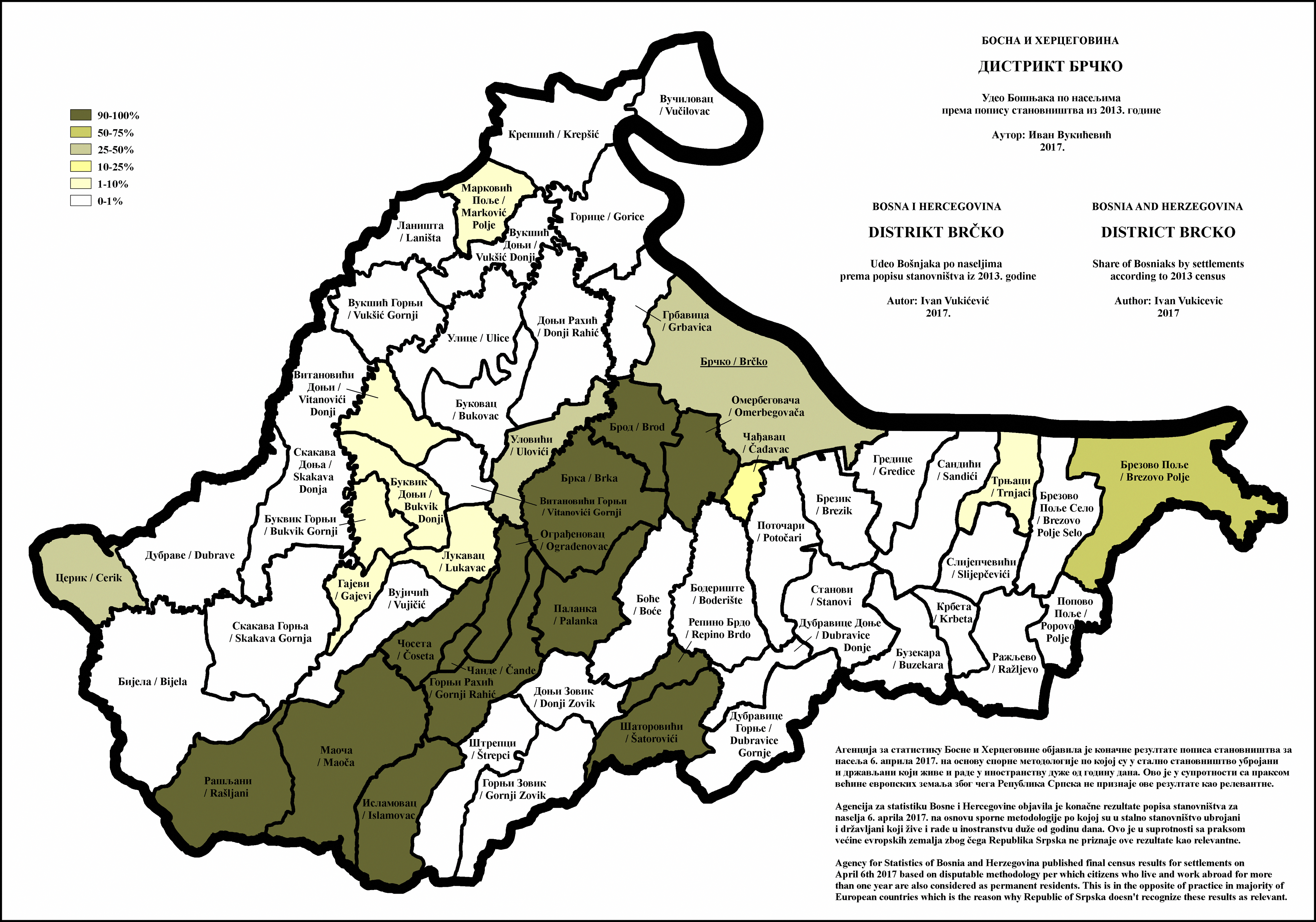
Anteil der Bosniaken in Brčko nach Siedlungen 2013
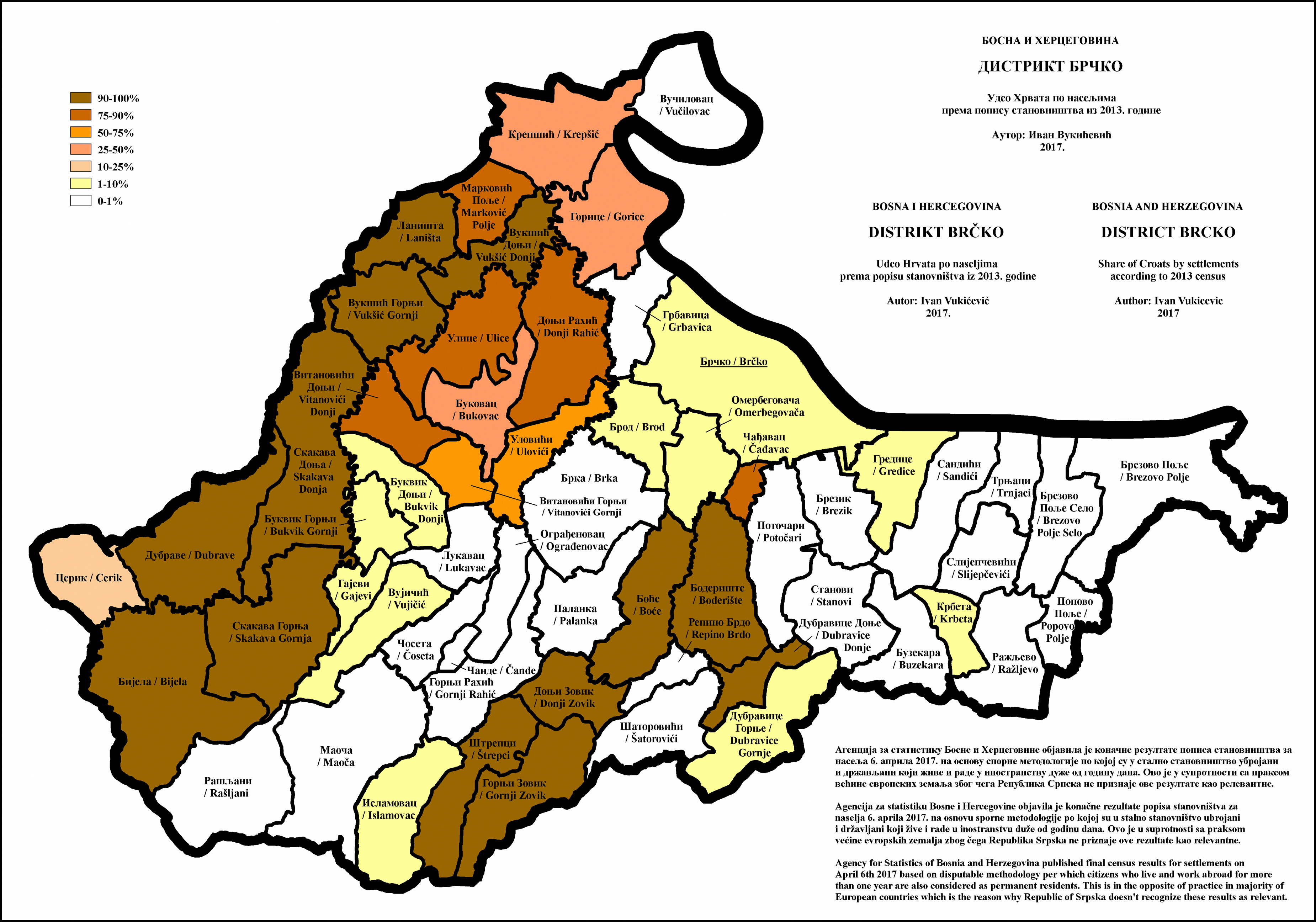
Anteil der Kroaten in Brčko nach Siedlungen 2013
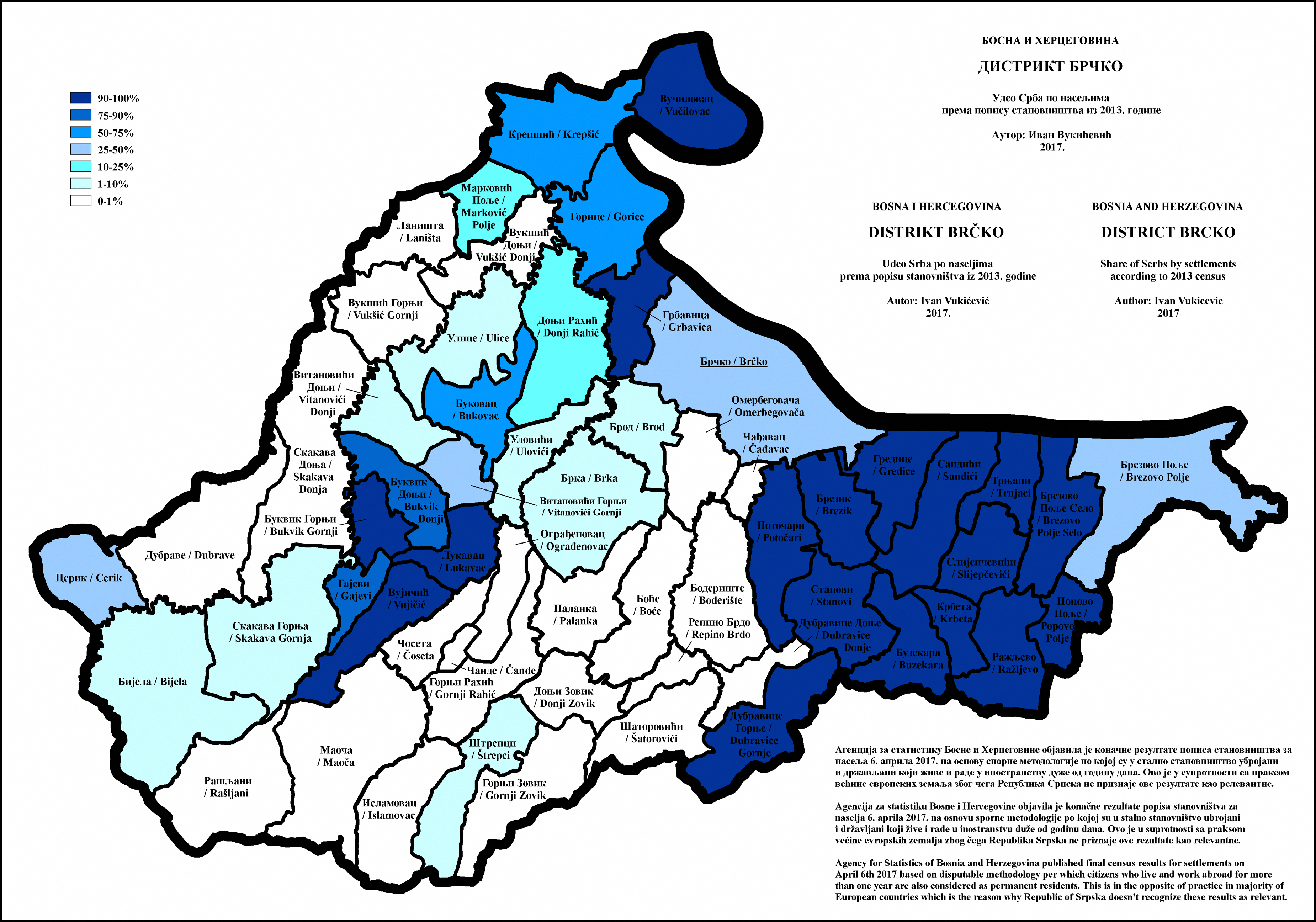
Anteil der Serben in Brčko nach Siedlungen 2013

## Regierung und Politik
In der Bezirksversammlung von Brčko gibt es 29 Sitze. Die Sitze sind für jede Partei wie folgt aufgeteilt:
- 6 Sitze von der Serbische Demokratische Partei
- 5 Sitze von der Sozialdemokratische Partei
- 4 Sitze von der Partei der Demokratischen Aktion
- 3 Sitze in der Kroatische Demokratische Union
- 3 Sitze von der Partei für Bosnien und Herzegowina
- 2 Sitze im Bündnis Unabhängiger Sozialdemokraten
- 2 Sitze der Kroatische Bauernpartei
- 2 Sitze von der Sozialistischen Partei der Republika Srpska
- 1 Sitz von der Demokratischen Partei
- 1 unabhängiger Kandidatensitz

Nach ethnischer Zugehörigkeit:
- 13 Bosniakisch
- 11 Bosnisch-Serbisch
- 5 Bosnisch-Kroatisch

Nach Geschlecht:
- 27 Männer
- 2 Frauen

## Ortschaften
Der Bezirk umfasst 59 Ortschaften:
- Bijela
- Boće
- Boderište
- Brčko
- Brezik
- Brezovo Polje
- Brezovo Polje Selo
- Brka
- Brod
- Bukovac
- Bukvik Donji
- Bukvik Gornji
- Buzekara
- Cerik
- Čađavac
- Čande
- Čoseta
- Donji Rahić
- Donji Zovik
- Dubrave
- Dubravice Donje
- Dubravice Gornje
- Gajevi
- Gorice
- Gornji Rahić
- Gornji Zovik
- Grbavica
- Gredice
- Islamovac
- Krbeta
- Krepšić
- Laništa
- Lukavac
- Maoča
- Marković Polje
- Ograđenovac
- Omerbegovača
- Palanka
- Popovo Polje
- Potočari
- Rašljani
- Ražljevo
- Repino Brdo
- Sandići
- Skakava Donja
- Skakava Gornja
- Slijepčevići
- Stanovi
- Šatorovići
- Štrepci
- Trnjaci
- Ulice
- Ulovići
- Vitanovići Donji
- Vitanovići Gornji
- Vučilovac
- Vujičić
- Vukšić Donji
- Vukšić Gornji

## Betreuer
Für den Bezirk Brčko wurde ein „internationaler Supervisor“ ernannt. Er dient auch als Stellvertreter des Hohen Repräsentanten. Dieses Amt wurde 2012 ruhend gestellt. Folgende „Vorgesetzte“ übten dieses Amt aus:
1. Robert William Farrand, 7. März 1997 – 2. Juni 2000
2. Gary L. Matthews, 2. Juni 2000 – 14. März 2001
3. Gerhard Sontheim, 14. März 2001 – 20. April 2001 (interim)
4. Henry Lee Clarke, 20. April 2001 – 1. Oktober 2003
5. Gerhard Sontheim, 1. Oktober 2003 – 16. Januar 2004 (interim)
6. Susan Rockwell Johnson, 16. Januar 2004 – 1. Oktober 2006
7. Raffi Gregorian, 1. Oktober 2006 – 2. August 2010
8. Gerhard Sontheim, 2. August 2010 – 22. September 2010 (interim)
9. Roderick Moore, 22. September 2010 – 20. Oktober 2013
10. Tamir G. Waser, 21. Oktober 2013 – August 2014
11. David M. Robinson, 1. September 2014 – 1. September 2015
12. Bruce G. Berton, 2. September 2015 – September 2017
13. Dennis Walter Hearne, Oktober 2017 – Januar 2019
14. Michael Scanlan, Februar 2019 – 30. Juni 2022
15. Jonathan Mennuti, 30. Juni 2022 – 13. August 2024
16. Louis J. Crishock, seit 13. August 2024

## Bürgermeister
Im Bezirk waren folgende Bürgermeister an der Macht:
1. Miodrag Pajić (Serbisch) 1993 – 13. November 1997
2. Borko Reljić (Serbisch) 13. November 1997 – 15. April 1999
3. Sinisa Kisić (Serbisch) 15. April 1999 – 12. November 2003
4. Ivan Krndelj (Kroatisch) 12. November 2003 – 3. Dezember 2003
5. Branko Damjanac (Serbisch) 3. Dezember 2003 – 8. Dezember 2004
6. Mirsad Djapo (Bosniak) 8. Dezember 2004 – 12. Februar 2009
7. Dragan Pajić (Serbisch) 12. Februar 2009 – ?